# Onocentaure

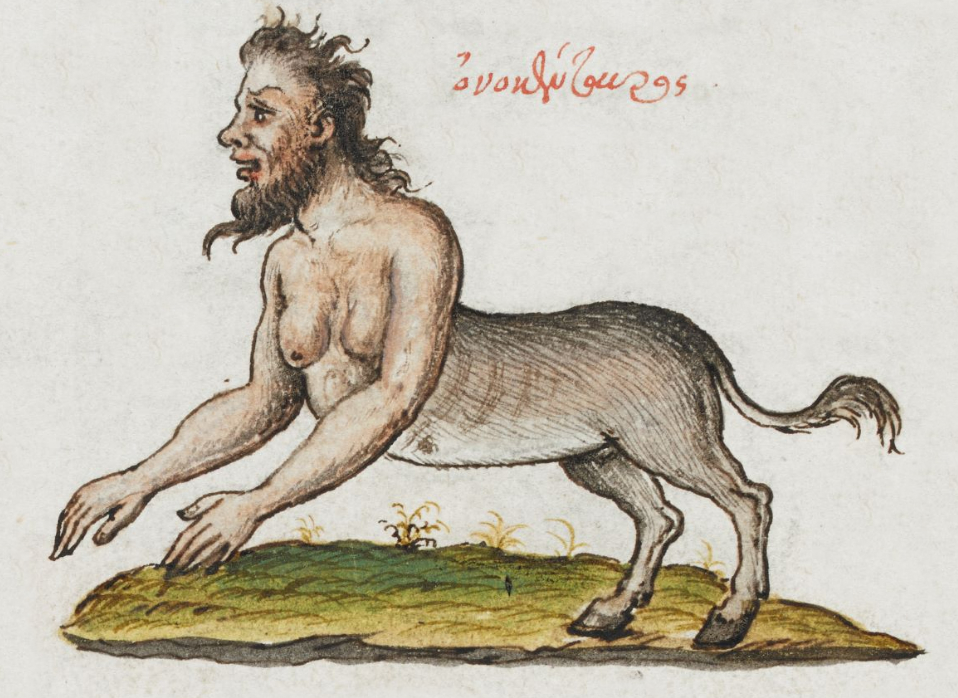
Onocentaure dans un bestiaire du XVIe siècle.

L’onocentaure (en latin : onocentaurus, du grec ancien : ὀνοκένταυρος (onokéntauros), « centaure-âne ») est un animal médiéval mythologique ayant le buste, la tête et les bras humains (mâles ou femelles) sur le corps d'un âne sans tête. On peut le rapprocher des créatures grecques mi-hommes mi-animales comme le centaure ou le bucentaure. La créature est considérée comme un génie malfaisant, en qui les Juifs et les premiers chrétiens voyaient un démon.

## Description
Le Liber monstrorum, catalogue de peuples et créatures légendaires anonyme du VIIIe siècle, l'appelle « âne-centaure ». Selon l'ouvrage, ils semblent avoir le corps raisonnable des humains jusqu'au nombril, puis la partie inférieure est représentée par la saleté velue des ânes sauvages. De cette façon, la nature diverse des différentes espèces les combine naturellement.

## Représentations
L’Onocentaure est le titre d'un tableau du XVIIe siècle de Francken le Jeune, conservé au musée des Augustins. Il représente toutefois un humanoïde muni d'une tête d'âne, à l'inverse d'un onocentaure classique.